# 労働経済学
労働経済学（ろうどうけいざいがく、英語：labour economics）とは、労働市場の働きを経済学の視点から研究する学問である。労働に関わる諸問題を解明し、人々の幸福を高めることが目的である。ミクロ経済学の一分野として位置付けられることが多いが、例えば失業はマクロ経済学的な視点から分析されることが一般的であるため、広く応用経済学の一分野として位置付けるべきである。計量経済学の手法を用いた分析も活発に行われている。

## 概要
- 労働供給

労働の供給主体は労働者（家計）である。労働供給の理論ではダグラス・有沢の法則が知られており、この法則は夫の所得が低いほど、妻の労働参加率が高いという法則である。
- 労働需要

労働の需要主体は企業である。ミクロ経済学によれば、企業の「労働需要」（雇用量）は実質賃金と「限界生産力」が一致するように決定される。

## 詳細

### 賃金理論
労働力の需要が供給を上回ると労働者の交渉力が増し、資本家は競争をしなければならなくなるため、賃金は上昇する。
労働サービスの対価である賃金の決まり方を説明する仮説の例を提示する。
効率賃金仮説 - 効率を重視して賃金は決められるため、実質賃金は限界生産力よりも高くなるという仮説。例えば、銀行員の賃金が一般的に高い理由について、普通のサラリーマンよりも高い賃金を支払えば、失職の機会費用が高くなるので不正を防ぐことができると説明する。このシステムは監視を必要としないため、効率が高まっていると判断される。
- 限界生産力仮説 - 実質賃金は限界生産力に一致するという仮説。[5]
- 補償賃金仮説 - 仕事の特性（厳しさ、魅力など）に応じて賃金は調整されているという仮説。この仮説に基づけば、仕事の特性の差異は賃金で補償されるため、3K労働（キツイ、キタナイ、キケン）と呼ばれる仕事の賃金は高くなるという結論が導かれる。

## 失業
詳細は失業を参照。
- フィリップス曲線[6][7]。
- ベバレッジ曲線 - 失業者（失業率）と企業の人員不足（欠員率）の間に負の関係を示した理論[8]。
- 名目賃金の下方硬直性 - 経営者側の意図する賃金低下策に対して、労働組合が抵抗するため賃金は低下しない。そのため、失業がなくならない[9]。
- インサイダー・アウトサイダー理論 - 雇用されている者（主に労働組合員）をインサイダー、失業者（求職者）をアウトサイダーを定義する。インサイダーは自身に失業のリスクがない場合、自身の賃金の引き上げだけに関心を持つ。インサイダーの労使交渉の結果、賃金が上昇する。その結果、企業は新規の雇用を増やせないためアウトサイダー（失業者）が減らない状態となる。インサイダーがアウトサイダーに協力するかたちで高賃金を犠牲にすれば、失業者の雇用が可能となる（ワークシェアリング）[10]。

## 労働市場のフローアプローチ
労働・マクロ経済学では、ストックの変数の背後にあるフローの動きに関する研究が盛んで、「労働市場のフローアプローチ」と読んでいる。
ミシガン大学のマイケル・エルスビー教授によれば、最近数十年のアメリカとポルトガルの平均失業率は6％前後とほぼ同じだが、失業者のうち1ヶ月の間に職を見つけた人の比率と就業者の中で1ヶ月の間に職を失った人の比率は、アメリカではそれぞれ57.5%と3.6%だった。これに対し、ポルトガルがそれぞれ、6.5%と0.4%で、アメリカの方が極端に高い（ちなみに日本では19.3%と0.6%）。つまり、ポルトガルでは職を失いにくい一方でいったん失業するとなかなか職につけない。

## 分析課題
- 年功賃金のあり方と長期雇用分析
- 若年失業
  - フリーター
  - ニート
- 団塊の世代の大量定年問題 - 2010年までに大量に労働力が失われる問題

## 学術雑誌
- Journal of Labor Economics（英語版）
- Journal of Human Resources（英語版）
- Labour Economics（英語版）